# Charles Lamont
Pour les articles homonymes, voir Lamont.
Charles Lamont est un réalisateur, scénariste et producteur américain de cinéma né le 5 mai 1895 à San Francisco (Californie), et mort le 12 septembre 1993 à Woodland Hills (Los Angeles).

## Biographie
Charles Lamont commence sa carrière au cinéma à la fin de la période du cinéma muet, et dirige des comédies sans prétention, avant de se tourner vers le film d'aventures. 
Il dirige à plusieurs reprises des courts métrages ayant pour vedette Buster Keaton. 
À la fin de la seconde Guerre mondiale, il signe quelques films remarqués, tels que La Taverne du cheval rouge (Frontier Gal) en 1944, Les Amours de Salomé (Salome Where She Danced) en 1945, et La Belle esclave (Slave Girl) en 1948, tous trois avec Yvonne De Carlo, et les deux premiers avec Andy Devine. 
Il continue dans la satire du western avec Curtain Call at Cactus Creek (en) en 1950, et signe son meilleur film, Bagdad avec Maureen O'Hara en 1949.

## Filmographie

### Comme réalisateur

#### Années 1920
- 1923 : The Big Game
- 1923 : Don't Play Hookey
- 1923 : The Lucky Rube
- 1923 : Mama's Baby Boy
- 1923 : Hollywood Bound
- 1924 : Hats
- 1924 : Her City Sport
- 1924 : The Diving Fool
- 1925 : Sailing Along
- 1925 : Raisin' Cain
- 1925 : Clear the Way
- 1925 : Puzzled by Crosswords
- 1925 : Tourists De Luxe
- 1925 : Almost a Husband
- 1925 : Love Sick
- 1925 : Married Neighbors
- 1925 : A Rough Party
- 1925 : Paging a Wife
- 1925 : In Deep
- 1925 : Educating Buster
- 1925 : Cupid's Victory
- 1925 : Piping Hot
- 1925 : Maid in Morocco
- 1925 : Dog Daze
- 1925 : Baby Be Good
- 1925 : A Winning Pair
- 1925 : Buster Be Good
- 1926 : Helpful Al
- 1926 : Sea Scamps
- 1926 : Accidents Can Happen
- 1926 : Al's Troubles
- 1926 : Going Crazy
- 1926 : Bear Cats
- 1926 : A Yankee Doodle Duke
- 1926 : Excess Baggage
- 1926 : Open House
- 1926 : Her Ambition
- 1926 : Why George!
- 1926 : Close Shaves
- 1927 : Funny Face
- 1927 : Wedding Yells
- 1927 : Thanks for the Boat Ride
- 1927 : Grandpa's Boy
- 1927 : Roped In
- 1927 : Naughty Boy
- 1927 : Atta Baby
- 1927 : Who's Afraid?
- 1927 : Kid Tricks
- 1927 : Live News
- 1927 : A Half-Pint Hero
- 1927 : She's a Boy
- 1927 : Brunettes Prefer Gentlemen
- 1927 : Scared Silly
- 1927 : Shamrock Alley
- 1927 : Angel Eyes
- 1928 : Wildcat Valley
- 1928 : Chilly Days
- 1928 : Circus Blues
- 1928 : No Fare
- 1928 : The Gloom Chaser
- 1928 : Kid Hayseed
- 1928 : The Quiet Worker
- 1929 :  Only Her Husband'
- 1929 : The Crazy Nut
- 1929 : Top Speed
- 1929 : Social Sinners
- 1929 : Fire Proof
- 1929 : Don't Get Excited

#### Années 1930
- 1930 : Drumming It In
- 1930 : Dance with Me
- 1931 : My Kid
- 1931 : Bachelor Babies
- 1931 : Circus Blues
- 1931 : Hot and Bothered
- 1931 : All Excited
- 1931 : Divorce a la Carte
- 1931 : The Gossipy Plumber
- 1931 : One Hundred Dollars
- 1931 : Fast and Furious
- 1931 : Out-Stepping
- 1931 : Models and Wives
- 1931 : Hollywood Halfbacks
- 1932 : The Pie-Covered Wagon
- 1932 : Glad Rags to Riches
- 1932 : Merrily Yours
- 1932 : The Kid's Last Fight
- 1932 : Live News
- 1932 : The Half-Pint Hero
- 1932 : Running Hollywood
- 1932 : Marriage Vows
- 1932 : Foiled Again
- 1932 : Hollywood Kids
- 1932 : The Hollywood Handicap
- 1932 : War Babies
- 1933 : A Pair of Socks
- 1933 : Yankee Doodle Duke
- 1933 : Techno-Crazy
- 1933 : Kid in Hollywood
- 1933 : Polly Tix in Washington
- 1933 : The Big Squeal
- 1933 : What's to Do?
- 1934 : Managed Money
- 1934 : Trimmed in Furs
- 1934 : Pardon My Pups
- 1934 : The Gold Ghost
- 1934 : No Sleep on the Deep
- 1934 : Hello, Prosperity
- 1934 : Half-Baked Relations
- 1934 : Allez Oop
- 1934 : Plumbing for Gold
- 1934 : The Curtain Falls (en)
- 1934 : The World Accuses
- 1934 : Sons of Steel (en)
- 1935 : The Last Trap
- 1935 : Palooka from Paducah
- 1935 : A Shot in the Dark
- 1935 : Tomorrow's Youth (en)
- 1935 : Gigolette (film, 1935) (en)
- 1935 : Restless Knights (en)
- 1935 : Les Rivaux de la pompe (One Run Elmer)
- 1935 : Hayseed Romance
- 1935 : Circumstantial Evidence
- 1935 : Tars and Stripes
- 1935 : Tramp Tramp Tramp
- 1935 : Alimony Aches
- 1935 : His Last Fling
- 1935 : The Captain Hits the Ceiling
- 1935 : The E-Flat Man
- 1935 : The Girl Who Came Back (en)
- 1935 : Happiness C.O.D.
- 1935 : The Lady in Scarlet
- 1935 : False Pretenses (en)
- 1936 : Three on a Limb
- 1936 : Thanks, Mr. Cupid
- 1936 : Don't Get Personal
- 1936 : Ring Around the Moon
- 1936 : August Weekend
- 1936 : The Dark Hour
- 1936 : Chef d'orchestre malgré lui (Grand Slam Opera)
- 1936 : The Little Red Schoolhouse
- 1936 : Below the Deadline (en)
- 1936 : Bulldog Edition (en)
- 1936 : Lady Luck (en)
- 1936 : Oh, Duchess!
- 1937 : Knee Action
- 1937 : Sailor Maid
- 1937 : Candidat à la prison (Jail Bait) (court métrage)
- 1937 : Dito (Ditto) (court métrage)
- 1937 : La Roulotte d'amour (Love Nest on Wheels)
- 1937 : New News
- 1937 : My Little Feller
- 1937 : The Wrong Miss Wright
- 1937 : Calling All Doctors
- 1937 : Community Sing: Series 2, No. 3 - College Football Songs
- 1937 : Playing the Ponies
- 1937 : Community Sing: Series 2, No. 4
- 1937 : Community Sing: Series 2, No. 5
- 1937 : He Done His Duty
- 1937 : Wallaby Jim of the Islands
- 1938 : Fiddling Around
- 1938 : International Crime (en)
- 1938 : Slander House (en)
- 1938 : Shadows Over Shanghai (en)
- 1938 : Cipher Bureau (en)
- 1938 : A Doggone Mixup
- 1939 : The Long Shot
- 1939 : Pride of the Navy
- 1939 : Verbena trágica (en)
- 1939 : La Patrouille de Panama (en) (Panama Patrol)
- 1939 : Inside Information
- 1939 : Unexpected Father
- 1939 : Little Accident

#### Années 1940
- 1940 : Oh ! Johnny mon amour ! (Oh Johnny, How You Can Love)
- 1940 : Sandy Is a Lady
- 1940 : Love, Honor and Oh Baby!
- 1940 : Give Us Wings (en)
- 1941 : San Antonio Rose (en)
- 1941 : Sing Another Chorus (en)
- 1941 : Moonlight in Hawaii (en)
- 1941 : Melody Lane
- 1941 : Road Agent
- 1942 : Don't Get Personal (en)
- 1942 : You're Telling Me
- 1942 : Almost Married (en)
- 1942 : Hi, Neighbor
- 1942 : Get Hep to Love (en)
- 1942 : When Johnny Comes Marching Home (en)
- 1943 : It Comes Up Love
- 1943 : Monsieur Swing (Mister Big)
- 1943 : Deux Nigauds dans la neige (Hit The Ice)
- 1943 : Fired Wife
- 1943 : Top Man
- 1944 : Les Flirts des Corrigans (Chip Off the Old Block)
- 1944 : Her Primitive Man
- 1944 : Le Joyeux Trio Monahan (The Merry Monahans)
- 1944 : Cavalcade musicale (Bowery to Broadway)
- 1945 : Les Amours de Salomé (Salome Where She Danced)
- 1945 : L'esprit fait du swing (That's the Spirit)
- 1945 : La Taverne du cheval rouge (Frontier Gal)
- 1946 : She Wrote the Book
- 1946 : The Runaround
- 1947 : La Belle Esclave (Slave Girl)
- 1948 : Brahma taureau sauvage (The Untamed Breed)
- 1949 : Snowtime Jubilee
- 1949 : Ma and Pa Kettle
- 1949 : Bagdad

#### Années 1950
- 1950 : Deux Nigauds légionnaires (Abbott and Costello in the Foreign Legion)
- 1950 : Ma and Pa Kettle Go to Town
- 1950 : J'étais une voleuse (I was a shoplifter) de Charles Lamont
- 1950 : Curtain Call at Cactus Creek
- 1951 : Deux Nigauds contre l'homme invisible (Abbott and Costello Meet the Invisible Man)
- 1951 : Deux Nigauds chez les barbus (Comin' Round the Mountain)
- 1951 : Les Frères Barberousse (Flame of Araby)
- 1952 : Abbott et Costello rencontrent le capitaine Kidd (en) (Abbott and Costello Meet Captain Kidd )
- 1953 : Ma and Pa Kettle on Vacation
- 1953 : Deux Nigauds contre le Dr Jekyll et Mr Hyde (Abbott and Costello Meet Dr. Jekyll and Mr. Hyde)
- 1953 : Deux Nigauds chez Vénus (Abbott and Costello Go to Mars)
- 1954 : Ma and Pa Kettle at Home
- 1954 : Untamed Heiress
- 1954 : Ricochet Romance
- 1955 : Carolina Cannonball (en)
- 1955 : Deux Nigauds et les flics (Abbott and Costello Meet the Keystone Kops)
- 1955 : Deux Nigauds et la momie (Abbott and Costello Meet the Mummy)
- 1955 : Lay That Rifle Down (en)
- 1956 : Ma and Pa Kettle (The Kettles in the Ozarks)
- 1956 : Francis in the Haunted House (en)

### Comme scénariste
- 1925 : Almost a Husband
- 1927 : Naughty Boy
- 1930 : Society Goes Spaghetti
- 1930 : You Said It, Sailor
- 1931 : Talking Turkey
- 1931 : The Wife o' Riley
- 1931 : The Gossipy Plumber
- 1935 : The E-Flat Man
- 1936 : Chef d'orchestre malgré lui (Grand Slam Opera)

### Comme producteur
- 1938 : Shadows Over Shanghai (en)
- 1939 : The Long Shot
- 1939 : La Patrouille de Panama (Panama Patrol)